# Tiziana Rivale
Tiziana Rivale, pseudonimo di Letizia Oliva (Formia, 13 agosto 1958), è una cantante e personaggio televisivo italiana.

## Biografia
Nata a Formia e cresciuta nella vicina Gaeta, in provincia di Latina, inizia a cantare a 11 anni, prediligendo artisti come Ella Fitzgerald, Frank Sinatra, Aretha Franklin, il blues e la musica nera in genere. Concorre per alcune gare canore vincendole e comincia la sua gavetta con la rock-band "Rockollection", girando le discoteche del Nord Italia ed Europa. Inoltre è impegnata in un tour comico-musicale di Gino Bramieri per tre stagioni estive consecutive. Successivamente esordisce sul piccolo schermo, esibendosi nel 1977 nel celebre programma musicale Superclassifica Show di Canale 5. 
Nel 1981, con il nome Tiziana Ciao, pubblica il suo primo 45 giri Addio Beatles / Meglio Charlot scritto e prodotto da Riccardo Zara leader del gruppo I Cavalieri del Re.
Lasciato il gruppo, nel 1983 partecipa al Festival di Sanremo, vincendolo con la canzone Sarà quel che sarà, pubblicata dalla multinazionale WEA (con cui incide anche l'omonimo album Tiziana Rivale nel 1984). Da allora, diverse sono le partecipazioni televisive e i concerti in Italia e all'estero, toccando paesi come Russia, Germania, Svizzera, Ungheria, Spagna, Turchia, Romania, Belgio, Canada, Australia e U.S.A. Si esibisce anche con la Filarmonica di Praga. Nel 1986 esce l'album Contatto. Da segnalare anche la sua partecipazione al World Popular Song Festival Yamaha di Tokyo. Tra i vari programmi televisivi in cui la cantante è stata ospite fissa, si annoverano anche le nove puntate di Bella d'estate, con Walter Chiari.
Dal 1988 al 1992 Tiziana Rivale ha vissuto a Los Angeles, alternando le sue performance ad incisioni di colonne sonore e doppiaggio per film di produzione americana. Tra le altre cose incide la canzone My sophisticated love colonna sonora della serie Quando arriva il giudice di Giulio Questi e Don't try to stop tomorrow colonna sonora del film Wilding (noto anche col titolo Wilding: The Children of Violence) di Eric Louzil. Negli USA incide anche il concept album rock Destiny, sponsorizzato dalla Pepsi Cola nel 1988, inoltre nel 1991 oltre a comporre un brano per la colonna sonora del film L'anno del terrore, compare brevemente con una piccola parte.
È del 1995 il singolo È finita qui. Nel 1996 esce un altro album, Con tutto l'amore che c'è, in cui oltre a canzoni inedite ci sono molte cover, tra cui Ancora tu di Lucio Battisti e Diamante di Zucchero Fornaciari. Nel 1997 esce la raccolta Il meglio di Tiziana Rivale. Nel 1998 esce l'album Angelo biondo, in cui l'artista si misura con alcuni classici italiani e internazionali. In questi anni, dal 1997 al 2003, ha fatto parte del cast di programmi televisivi come Ci vediamo in TV, Alle 2 su Rai 1 e Paolo Limiti Show, ideate e condotte proprio da Paolo Limiti. Partecipa anche a un paio di edizioni di "Domenica In", al fianco di Fabrizio Frizzi e dello stesso Limiti.
Da gennaio 2005 a giugno 2006, Tiziana Rivale è stata ospite fissa di due programmi notturni (Eros e Storie d'amore), ideati da Gabriele La Porta, direttore di Rai Notte; sempre dal 2006 è in tour con la rock band Rewind. Nel 2008 Tiziana Rivale è ospite fissa nel programma MilleVoci di Gianni Turco, dove tornerà quasi tutti gli anni e sulla TV musicale di SKY Music Life TV di Maximo De Marco e diventa il volto ufficiale della gay tv italiana Canal G.
Dal 2008 Tiziana Rivale ritorna in sala d'incisione con uno stile musicale nuovo, spostandosi dal classico pop che l'aveva contraddistinta fino ad allora, verso uno stile più marcatamente dance, che si rifà nello specifico alle sonorità della Italo disco anni '80. Per l'etichetta indipendente Flashback Records escono quindi su vinile i due singoli in inglese Ash e Flame.
Nel 2009 altri due singoli, Telephone e Daily Dream, vengono pubblicati su vinile dalla Flashback Records. Inoltre, per l'etichetta Interbeat esce un nuovo album contenente dodici inediti intitolato Mystic Rain. Anche questi brani sono cantati interamente in inglese ed esprimono al meglio il suo potenziale di cantante dallo stile decisamente internazionale. Nel 2010 canta Don't be Alone, un altro brano in inglese questa volta di genere space disco, composto dalla band polacca Galaxy Hunter. Questa traccia è contenuta nel loro album Running High.
Il 21 giugno 2011 esce un nuovo album, sempre improntato alla dance Italo disco, dal titolo True, edito dall'etichetta indipendente XDivisions, mentre nel 2012 duetta con il cantante italiano Peter Arcade (nome d'arte di Piero Aresti) nel brano in lingua inglese Living in the Twilight ed escono i due singoli Miss Rivale: Someday e Lonely Boy. Nel 2013 è la volta del singolo Notte astrale e nel 2014 di For Always. Nel 2015 torna con un nuovo album dal titolo Babylon 2015, che contiene il brano The real Norma Jean (del quale viene realizzato anche un videoclip) un omaggio a Marilyn Monroe e la cover Over the Rainbow di Judy Garland. Ci sono anche altri successi come Downtown e Salma ya salama oltre a molti inediti.
Dopo molti anni nel 2016 torna a cantare in italiano col singolo Io come il sole, scritto da Luigi Piergiovanni e Fabio Criseo, pubblicato dalla Interbeat. Nello stesso periodo la D.V. More Record ristampa la raccolta in formato digitale Il meglio di Tiziana Rivale col titolo Greatest Hits. Nel marzo 2017 esce il singolo The Shadow of Elohim, realizzato insieme a Stefano Ercolino, che parla di geoingegneria, scie chimiche e robot, il tutto traendo ispirazione dalla figura biblica di Elohim. Mentre il 30 giugno 2017 esce un doppio CD dal titolo Ieri oggi domani, pubblicato dall'etichetta Latlantide, che contiene la ristampa dell'album Contatto del 1986 (mai editato su CD) e il nuovo album Ieri oggi domani; quest'ultimo composto da successi in nuove versioni e dai brani inediti Più forte e La busta.
Il 23 ottobre 2017 esce Roma Forever, singolo prodotto e distribuito dalla Interbeat di Luigi Piergiovanni. Dopo due anni di silenzio torna col singolo Ash (Remix 2019), prodotto e realizzato da Stefano Ercolino nel gennaio 2019. Nel 2018 ritorna dopo oltre vent'anni al cinema come attrice cinematografica prendendo parte al film giallo Lettera H di Dario Germani che uscirà nei cinema l’anno successivo. Il film vincerà il primo premio al Terra di Siena Film Festival aggiudicandosi il prestigioso premio Sanese d'oro. Nel 2019 riceve il disco d'oro alla carriera in Messico. Dal 13 settembre 2019 fa parte del cast ufficiale di Tale e quale show il programma di RAI 1 condotto da Carlo Conti. Nel febbraio 2020 pubblica il nuovo singolo Don't cheat on me per l'etichetta Flashback Records. Nel 2020 partecipa al progetto London Boys del duo Touch&Sies in qualità di artista featuring. A maggio 2021 esce il nuovo album Rivale in Classic, seguito nel 2022 dai singoli Time on your mind (feat. Marc Fruttero) e Oltre il confine (feat. Ugo Mazzei). Nel febbraio del 2024 partecipa a Tale e quale Sanremo.

## Discografia

### Album
- 1984 - Tiziana Rivale (WEA)
- 1986 - Contatto (Gold-Interbeat)
- 1988 - Destiny (RCA)
- 1996 - Con tutto l'amore che c'è (Danny Rose) come Rivale
- 1998 - Angelo biondo (SAAR Records)
- 2009 - Mystic Rain (Interbeat) come Rivale
- 2011 - True (XDVISIONS)
- 2015 - Babylon 2015 (Interbeat) (solo in formato digitale)
- 2017 - Ieri oggi domani (Latlantide)
- 2021 - Rivale in Classic (David Scillia Edizioni Musicali)

### Raccolte
- 1997 - Il meglio di Tiziana Rivale (D.V. More Record)
- 2016 - Greatest Hits (D.V. More Record) (solo in formato digitale)

### Singoli
- 1981 - Addio Beatles / Meglio Charlot (Euro Music) (45 giri) (pubblicato come Tiziana Ciao)
- 1982 - L'amore va / Serenade (WEA) (45 giri)
- 1983 - Sarà quel che sarà / Serenade (WEA) (45 giri)
- 1983 - L'amore va / Sole stai (WEA) (45 giri)
- 1983 - Questo mondo è una baracca / Give a chance (WEA) (45 giri)
- 1984 - C'est la vie / Un amore diverso (WEA) (45 giri)
- 1985 - Ferma il mondo / Moviestory (Gold-Interbeat) (45 giri)
- 1987 - My sophisticated love (RAI-RTSI-RTF) (colonna sonora)
- 1990 - Don't try to stop tomorrow (Domaine Records) (colonna sonora)
- 1996 - È finita qui / Un giorno per amarti di più / Dove sei (Danny Rose) (CD singolo)
- 2008 - Love is a hurricane / Flame (INTERBEAT RECORDS) (CD singolo)
- 2008 - Ash / Flame (Flashback Records) (12" pollici, maxi singolo)
- 2009 - Telephone / Daily dreams (Flashback Records) (12" pollici, maxi singolo)
- 2012 - Miss Rivale: Someday (Giadamaster) (singolo digitale)
- 2012 - Lonely Boy (Interbeat) (singolo digitale)
- 2013 - The real Norma Jean (Interbeat) (singolo digitale)
- 2013 - Notte astrale / Nuit astral (Interbeat) (singolo digitale)
- 2014 - For always (Flashback Records) (12" pollici, maxi singolo)
- 2016 - Io come il sole (Interbeat) (singolo digitale)
- 2017 - The shadow of Elohim (iM Stefano Ercolino) (singolo digitale)
- 2017 - Più forte (Latlantide) (singolo digitale)
- 2017 - Roma forever (Interbeat) (singolo digitale)
- 2018 - La busta (con Maurizio Martini) (Interbeat) (singolo digitale)
- 2018 - Open up your heart (AMD Records) (12" pollici, maxi singolo)
- 2019 - Ash (remix 2019) (iM Stefano Ercolino) (singolo digitale)
- 2020 - Don't cheat on me (Flashback Records) (12" pollici, maxi singolo)
- 2020 - London boys (con Touch&Sies) (Tilt Music Production) (singolo digitale)
- 2020 - London boys (extended version) (con Touch&Sies) (Tilt Music Production) (singolo digitale)
- 2020 - London Boys (Maik Schäfer & Pleasure and Pain remix) (con Touch&Sies) (Tilt Music Production) (singolo digitale)
- 2021 - London Boys (extended version) (Maik Schäfer & Pleasure and Pain Remix) (con Touch&Sies) (Tilt Music Production) (singolo digitale)
- 2022 - Time on your mind (con Marc Fruttero) (Around My Dream Records) (12" pollici, maxi singolo)
- 2022 - Oltre il confine (con Ugo Mazzei) (Interbeat) (singolo digitale)
- 2023 - La busta (2023 version) (con Maurizio Martini) ((Maurizio Martini Self-released)) (singolo digitale)
- 2024 - Time on your mind (trance remix) (con Marc Fruttero) (Italo Box Music) (singolo digitale)

## Filmografia

### Cinema
- L'anno del terrore (Year of the Gun), regia di John Frankenheimer (1991)
- Lettera H, regia di Dario Germani (2019)

## Colonne sonore
- 1986 - Quando arriva il giudice, regia di Giulio Questi
- 1991 - Wilding: The Children of Violence, regia di Eric Louzil
- 1991 - L'anno del terrore (Year of the Gun), regia di John Frankenheimer